# William Steindorsson
William Steindorsson (født 21. april 2005) er en dansk professionel fodboldspiller, der spiller som midtbanespiller for Lyngby Boldklub.

## Karriere
Steindorsson har haft sin fodbold opvækst først i Boldklubben 1903 og siden i Lyngby Boldklub.
Steindorsson blev udtaget til sin første førsteholdskamp d. 12. maj 2025, da Lyngby skulle møde Vejle Boldklub på udebane.
Den 18. juni 2025 skrev han en 3-årig kontrakt med Lyngby Boldklub.

## Eksterne links
- William Steindorsson profil på Soccerway

- William Steindorsson i DBU's Landsholdsdatabase